# Bistum Malindi
Das Bistum Malindi (lat.: Dioecesis Malindiensis) ist ein in Kenia gelegenes Bistum der römisch-katholischen Kirche. Sitz des Bistums ist Malindi, ungefähr 100 Kilometer nördlich von Mombasa an der Küste des Indischen Ozeans.

## Geschichte
Das Bistum Malindi wurde am 2. Juni 2000 durch Papst Johannes Paul II. aus Gebietsabtretungen des Bistums Garissa und des Erzbistums Mombasa heraus als Suffraganbistum des Erzbistums Mombasa gegründet.

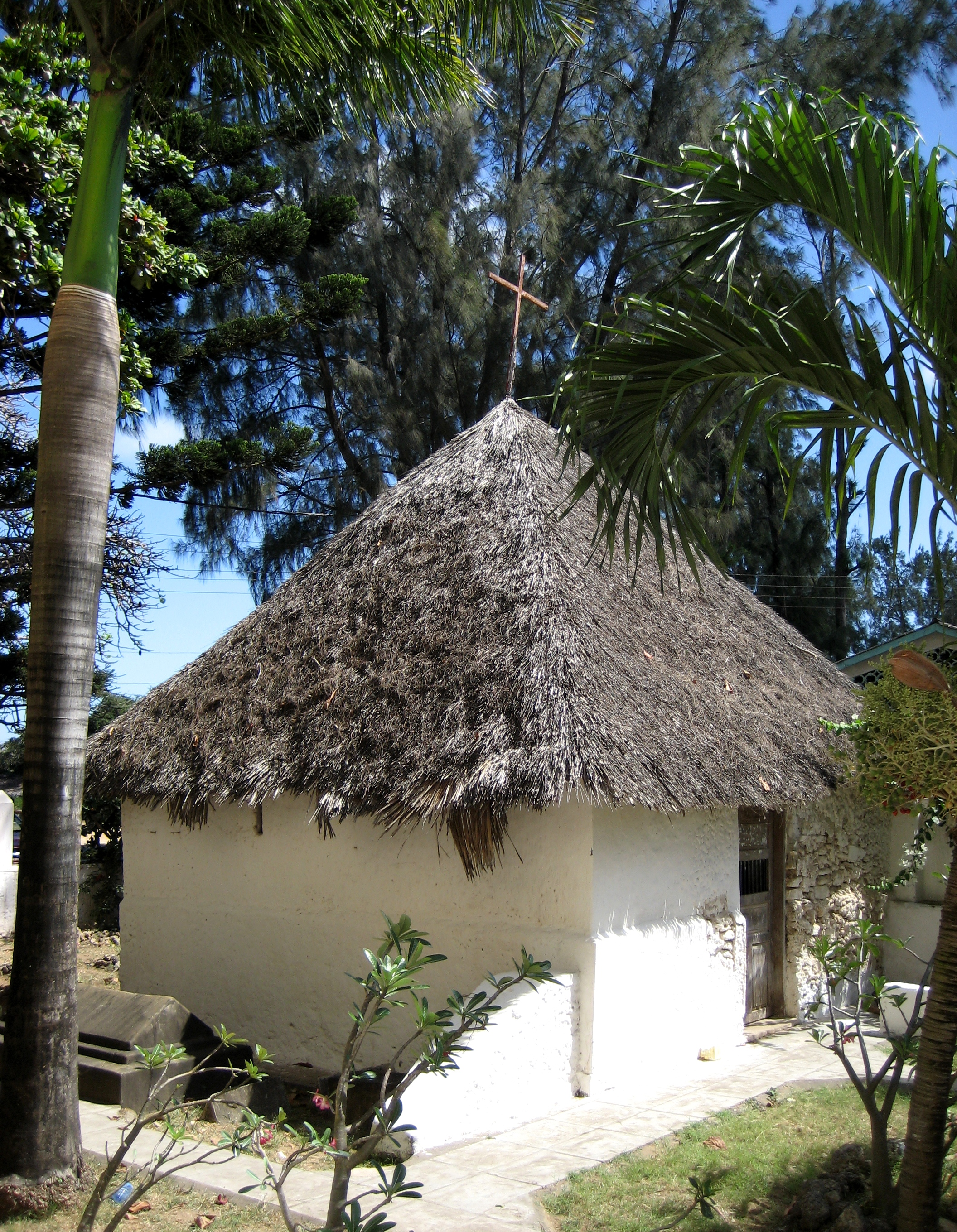
Vasco da Gama Kapelle, Malindi
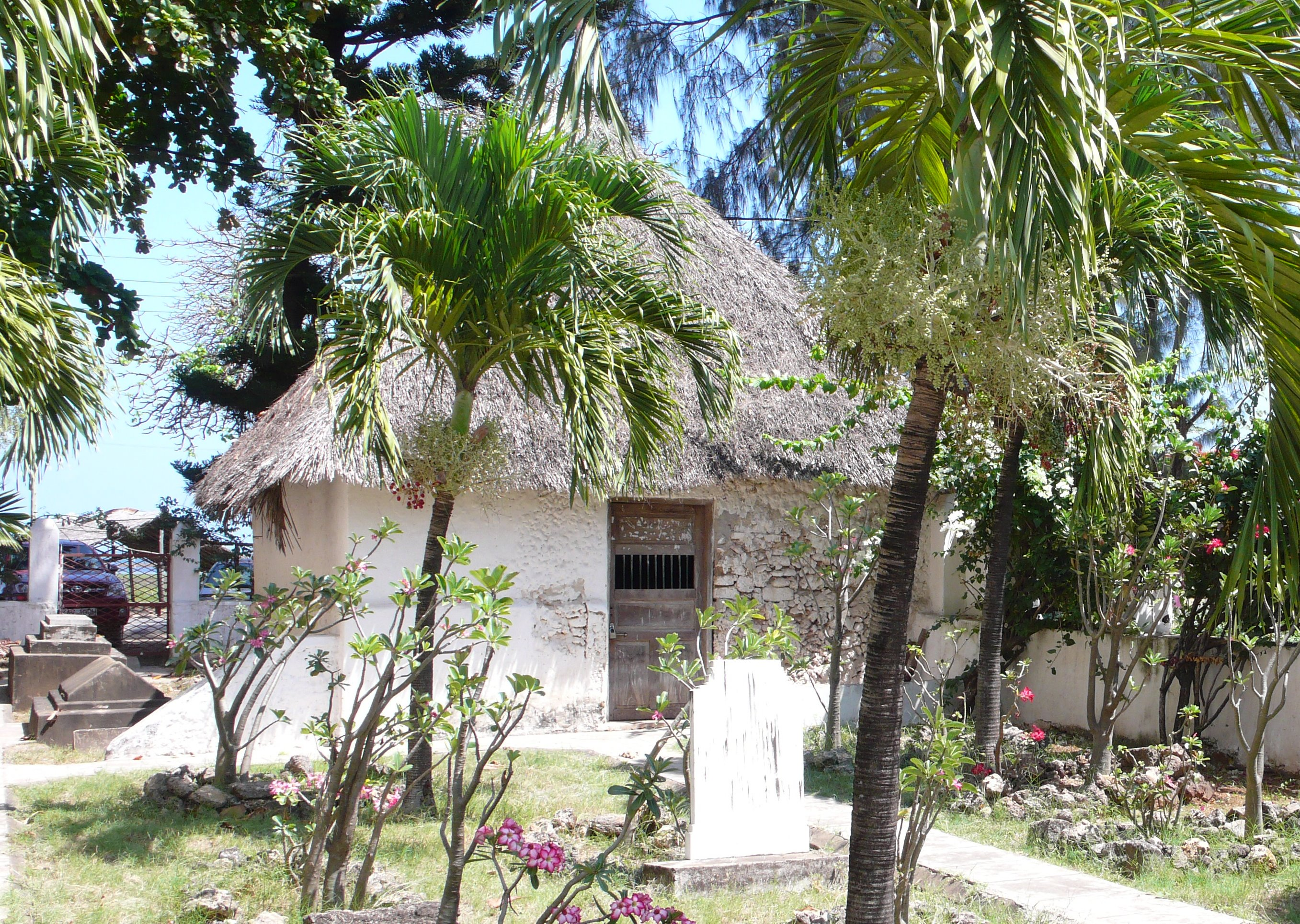
Vasco da Gama Kapelle, Malindi

## Bischöfe
- 2000–2009 Francis Baldacchino OFMCap
- 2011–2018 Emanuel Barbara OFMCap
- seit 2020 Wilybard Lagho